# Блажков Микола Іванович
Блажков Микола Іванович (8 жовтня 1859–1919) — херсонський землевласник, державний діяч, депутат Державної думи Російської імперії.
Навчався у Херсонській гімназії, закінчив Севастопольське реальне училище. У 1883 році за участь у студентських заворушеннях, що відбувались в березні того року був виключений з інституту без права вступати до інших навчальних закладів. Знаходився під наглядом поліції у маєтку батька в с. Кам'янка Херсонського повіту. У серпні 1883 року знову прийнятий на навчання до інституту. Депутат IV Державної думи Російської імперії, обраний від Херсонської губернії. Міський голова Херсона з 1909 по 1917 рр. 1919 року Микола Іванович загинув у камерах ЧК, куди його було засаджено за те, що він не сплатив накладеної на його родину чергової контрибуції. Великий натовп херсонців проводжав у травні 1919 року, за виразом тогочасних документів, «нещасного» Блажкова в останню путь. І тільки красивий будинок біля парку (сучасна будівля музичної школи № 1) залишився на згадку про колишнього знаменитого міського голову. М. Блажков не дарма обрав таке розташування для свого будинку, оскільки поряд знаходиться популярний у херсонців парк, а з вежі можна було споглядати на Дніпро. Окремим плюсом було й те, що до міської думи теж було легко дібратися, адже вона розташовувалася неподалік (сьогодні це будівля Херсонського художнього музею).